# Aurora Watching
Aurora Watching est un jeu vidéo d'infiltration développé par Metropolis Software, sorti en 2005 en France sur PC. Il fait suite à Gorky 17 sorti en 1999 et Gorky Zero: Beyond Honor sorti en 2004.

## Accueil
- Jeuxvideo.com : 9/20[1]